# Премія імені Павла Усенка
Премія імені Павла Усенка — літературна премія видавництва «Молодь». Заснована 1976 року постановою секретаріату ЦК ЛКСМ України. Названо ім'ям укр. рад. поета П. М. Усенка. 
Присуджувалася «за художні твори на комсомольську тематику, в яких оспівується комсомольська героїка сьогодення, яскраво й переконливо розкривається образ нашого сучасника — людини передових комуністичних ідеалів, борця за мир і дружбу народів». 
Присуджувалася щороку 29 жовтня — на день народження комсомолу. 
Розмір премії становив 300 крб. 

## Лауреати
Див. Категорія:Лауреати премії імені Павла Усенка